# Họ Lươn
Họ Lươn (danh pháp khoa học: Synbranchidae) là một họ cá nước ngọt trông tương tự cá chình sinh sống trong khu vực nhiệt đới. Họ này bao gồm khoảng 18 loài trong 4 chi.
Các loài cá này gần như không có vây; vây ngực và vây bụng là không có, còn vây lưng và vây hậu môn chỉ còn lại vết tích, bị suy thoái thành các gờ không tia, còn vây đuôi thì hoặc là rất nhỏ hoặc là không có, phụ thuộc vào từng loài. Gần như tất cả các loài đều không có vảy. Mắt nhỏ, và ở một số loài sinh sống trong các hang động ngầm thì các mắt ở dưới da và các loài này có thể coi là những loài cá mù. Các màng mang hợp nhất, còn mang thì mở hoặc là một khe hở hoặc là một lỗ nhỏ bên dưới họng. Chúng có bong bóng và các xương sườn. Điều này có lẽ là sự tiến hóa để thích nghi với cuộc sống dưới bùn lầy của chúng.
Lươn cẩm thạch Synbranchus marmoratus đã được ghi nhận là dài tới 150 cm, trong khi lươn Bombay Monopterus indicus không dài hơn 8,5 cm.
Phần lớn các loài có thể hít thở không khí và thích đào bới và có thể được tìm thấy trong lớp bùn của các ao hồ đang khô cạn.

## Các chi

### Chi Monopterus
Chi Monopterus là chi được nghiên cứu kỹ nhất trong họ này. Chúng sinh sống khá biệt lập ở Tây Phi trong khu vực Liberia, nhưng khá phổ biến ở Đông và Nam Á, từ Ấn Độ, Trung Quốc, Nhật Bản tới khu vực quần đảo Indo-Australia và bao gồm 13 loài đã biết. Lươn không vây hay lươn Đông Á (Monopterus albus), sinh sống trong sông, ao hồ, hào rãnh, ruộng lúa tại khu vực Đông Dương-Malaysia. Chúng có thể dài tới trên 90 cm. Lươn cuchia (Monopterus cuchia) là loài có cuộc sống thể hiện tính lưỡng cư lớn nhất trong họ này. Các loài được liệt kê dưới đây.
- Monopterus albus - Lươn, lươn không vây, lươn Đông Á, lươn đầm lầy, lươn ruộng lúa.
- Monopterus bicolor - Lươn Khánh Hòa
- Monopterus boueti - Lươn đầm lầy Liberia
- Monopterus cuchia - Lươn Cuchia
- Monopterus desilvai
- Monopterus dienbienensis - Lươn Điện Biên
- Monopterus digressus
- Monopterus eapeni
- Monopterus fossorius - Lươn đầm lầy Malabar
- Monopterus hodgarti - Lươn spaghetti Ấn Độ
- Monopterus ichthyophoides
- Monopterus indicus - Lươn đầm lầy Bombay
- Monopterus roseni

### Chi Synbranchus
Chi này có 4 cặp vòm mang và thở bằng toàn bộ lớp lót của khoang miệng và họng, nó có thể giãn nở ra như một quả bóng để lấy không khí. Chi này có 3 loài, sinh sống tại México, Trung và Nam Mỹ. Loài lươn cẩm thạch (Symbranchus marmoratus), được ghi nhận là lớn nhất trong họ này, thuộc về nhóm lươn có vân.
- Synbranchus lampreia
- Synbranchus madeirae
- Synbranchus marmoratus

### Chi Ophisternon
Chi này có khoảng 6 loài, trong đó 4 loài tại khu vực Cựu thế giới và 2 loài tại khu vực Tân thế giới. Loài lươn sống trong hang (Ophisternon candidum) sinh sống trong các mạch nước ngầm ở tây bắc Úc.
- Cá lịch đầm lầy môi dày (Ophisternon aenigmaticum)
- Cá lịch đầm lầy Guinea (Ophisternon afrum)
- Cá lịch đồng (Ophisternon bengalense) có tại Việt Nam
- Cá lịch hang mù (Ophisternon candidum)
- Cá lịch đầm lầy Úc (Ophisternon gutturale)
- Cá lịch đầm lầy mù (Ophisternon infernale)

### Chi Macrotrema
Chi Macrotrema chỉ có 1 loài lươn nguyên thủy nhất với danh pháp Macrotrema caligans. Loài lươn này vẫn có mang được phát triển đầy đủ nhất. Khu vực sinh sống: lưu vực sông Chao Phraya và bán đảo Mã Lai.

## Thành ngữ
Một thành ngữ trong tiếng Việt là "ti hí mắt lươn" ám chỉ những người gian xảo, không ngay thật hoặc dâm đãng do họ có cặp mắt nhỏ và nhìn không thật thà, chẳng hạn như trong câu:
Những người ti hí mắt lươn
Trai thì (thời) trộm cắp, gái buôn chồng người.
Tuy nhiên, điều này không nên cho là luôn luôn đúng. 